# Verchni Oefalej
Verchni Oefalej (Russisch: Верхний Уфалей) is een stad in het noorden van de Russische oblast Tsjeljabinsk. De stad telde 34.360 inwoners bij de Russische volkstelling van 2002. In 1989 telde het nog 40.061 inwoners. De stad staat onder directe jurisdictie van de oblast.

## Geografie
De stad ligt aan de zuidoostelijke rand van de Centrale Oeral, niet ver van de grens met de oblast Sverdlovsk. De stad ligt aan de rivier de Oefalejka (zijrivier van de Oefa), op 178 kilometer van de stad Tsjeljabinsk. Niet ver van de stad liggen de meren Arakoel en Itkoel.
De stad ligt aan de in 1896 opengestelde spoorlijn Jekaterinenburg–Tsjeljabinsk.

## Geschiedenis
Verchni Oefalej ontstond in 1761 toen de 'Oefalejski zavod' (Oefalejfabriek) hier werd opgericht. Toen er stroomafwaarts nog een fabriek werd geopend in 1813, kreeg deze de naam Verchne-Oefalejski Zavod (Boven-Oefalejfabriek). In de jaren 30 werd begonnen met de delving van een nikkellaag bij de plaats. De stad groeide snel en kreeg op 26 april 1940 daarop de status van stad.

## Economie
Bij de stad bevindt zich Oefalejnikkel, het oudste nikkelbedrijf van Rusland, dat gericht is op de non-ferrometallurgie. Andere bedrijven in de stad zijn gericht dit bedrijf; een machinefabriek voor de bouw van machines voor de metallurgie, een elektrochemische fabriek (Oeralelement), een metaalfabriek (Metallist) en een machinereparatiefabriek (Dormasj). Verder bevinden zich er een meubelfabriek, asfaltfabriek, bosbouwbedrijf en een marmerverwerkingsbedrijf.
| 1939   | 1959   | 1970   | 1979   | 1989   | 2002   |
| ------ | ------ | ------ | ------ | ------ | ------ |
| 25.600 | 36.900 | 37.900 | 38.600 | 40.061 | 34.360 |